# Dipseudopsis knappi
Dipseudopsis knappi är en nattsländeart som beskrevs av Schmid och Donald G. Denning 1979. Dipseudopsis knappi ingår i släktet Dipseudopsis och familjen Dipseudopsidae. Inga underarter finns listade i Catalogue of Life.